# Comparația dintre limba italiană și limba română
Italiana și româna, deși sunt limbi romanice înrudite, diferă în multe aspecte precum fonologia, gramatica și lexicul lor. Italiana aparține unui subset al limbilor romanice cunoscut sub numele de italo-occidental, în timp ce româna aparține grupului romanesc de est.

## Corespondențe lingvistice între italiană și română
Un factor important pentru contactul lingvistic dintre Italia și România este asemănarea limbilor.
Studiile asupra acestei asemănări și, în general, asupra concordanțelor lingvistice ale Românei și dialectelor sale cu alte limbi și dialecte Romanice, au fost inițiate în cursul secolului al XIX-lea când, odată cu Școala Ardeleană, a început o mișcare culturală de redescoperire a originilor latine ale limbii Române. Prin mijlocul secolului au fost efectuate numeroase cercetări filologice pentru investigarea și documentarea acestor origini și nu mai puțin important a fost impulsul acestor savanți în introducerea folosirii Alfabetului latin în limba română în locul alfabetului chirilic.

### Trăsături generale ale limbii Române
Româna este, dintre limbile romanice, cea mai apropiată de italiană. Structura gramaticală păstrează declinările latine ale genitivului și dativului feminin singular, vocativului, genului neutru și celor patru conjugări. Un factor facilitator în dobândirea limbii Italiene de către Români este similitudinea dintre sistemele fonetice. Ortografia ambelor limbi are o corespondență bună între foneme și grafeme și folosește sisteme similare pentru a reprezenta sunete identice atât în italiană, cât și în română, printre care se află: ce - ci - chi - ge - gi - ghe - ghi.
Sistemul fonologic Românesc include toate fonemele Italienei, cu excepția a câtorva consoane: [ ʣ ] a lui zaino, zero, [ ʎ ] a lui figlio, foglia și [ ɲ ] a lui gnomo, regno.

### Paralelism între limba română și italiană(1841)
Paralelismul și relația dintre limba italiană și limba română au fost tratate pe larg de Heliade Rădulescu, om politic, savant și militant pentru unitatea națională, în lucrarea "Paralelism între limba română și italiană", în care el pledează mai întâi pentru simplificarea, apoi abolirea totală a alfabetului chirilic și eliminarea din limbaj a elementelor nelatine vor fi înlocuite cu echivalentul lor în italiană.
Heliade propune o ortografie românească inspirată parțial din italiană și parțial influențată de principiile etimologice ale Școlii Ardelene, teoretând o italienizare lexicală masivă, cu crearea unei limbi italo-române.
În eseu, el evidențiază un număr mare de neologisme în mare parte Italiene care servesc la demonstrarea modului în care, într-o perioadă în care influența culturii Franceze era puternică, limba italiană a servitca model și a exercitat o influență asupra limbii și culturii române.
Neologismelor italiene, Heliade atribuie aceeași funcție de înnobilare și de mărire pe care o au latinismele, sinonimele înalte, formele învățate și rare în limba italiană literară.
| Română     | Italian               |
| ---------- | --------------------- |
| afabil     | affabile              |
| adorabil   | adorabile             |
| colosal    | colossal              |
| implacabil | implacabile           |
| inefabil   | ineffabile            |
| inerte     | inerti                |
| mistico    | mistica               |
| perversi   | perverso o pervertito |
| suav       | suave                 |
| venerabil  | venerabile            |

Totuși, când argumentează că italiana și româna nu sunt limbi diferite, ci dialecte derivate din latină și să susțină o limbă româno-italiană cu necesitatea înlocuirii cuvintelor românești cu unele Italiene „superioare”, nu poate evita critica mai multor scriitori și savanți literari, printre care și Mihai Eminescu. 

### Concordanțe ale limbii române cu dialectele Italiene de sud
Studiile asupra concordanțelor italo-române și-au văzut momentul central în studiile lui Iorgu Iordan, publicate în serie în revista „Arhiva” între 1923 și 1928.
Savantul a teoretizat concordanțele Românei cu dialectele italo-sudice, încercând să demonstreze existența unor relații reciproce între fosta Dacie și sudul Italiei până în secolul al V-lea.
În 1956, lingvistul italian Giovanni Alessi în articolul său Concordanze lexicali tra i dialetti romeni e quelli calabresi, (Concordanțe lexicale între dialectele române și Calabreze), nu s-a ocupat doar de fapte lexicale, ci și-a extins observațiile la sintagmele în care termenii recurg. Savantul a arătat că anumiți termeni despre care se credea că s-au păstrat numai în limba Română au echivalente în dialectele Calebreze, cum ar fi:
- Română grangur - calabreză gravulu
- Română luntre - calabreză luntri

#### Marcarea obiectelor diferențiale în română și siciliană
Asemănări lingvistice între română și dialectele sudice se regăsesc și în cazul limbii siciliene.
Fenomenul de marcare a obiectelor diferențiale (abreviat ca DOM), sau acuzativ prepozițional, este gramaticalizat și stabil în limba română, o limbă romanică cu un sistem de cazuri mult mai bogat decât cel epuizat al sicilianei. În siciliană, fenomenul este prezent mai puțin sistematic decât în română, poate din cauza lipsei unor reguli gramaticale consacrate și a influenței limbii Italiene, căreia îi lipsesc fenomenele de marcare diferențială ale Obiectului Direct.
Din studiile tipologice, s-a observat că principalii parametri care pot influența DOM sunt trăsăturile de animație, certitudine și actualitate. Marcarea diferențială a obiectelor este mai sensibilă la parametrul de definiție pentru limba română, în timp ce este mai sensibilă la parametrul de animație pentru limba siciliană.
Potrivit „Case Marking Theory”, relația dintre elementele unei propoziții este arătată atât de morfologia lor, cât și de ordinea cuvintelor din cadrul unei propoziții. Româna a moștenit cinci cazuri din latină: nominativ, acuzativ, dativ, genitiv și vocativ. Cazurile nominativ-acuzativ și dativ-genitiv au aceleași terminații pentru substantiv, în timp ce toate cazurile au forme diferite pentru pronumele personal. În siciliană, pe de altă parte, urme de caz pot fi văzute în pronumele tonice de persoana întâi și a doua la acuzativ și dativ.

#### Dublarea clitică în română și siciliană
Atât româna, cât și siciliana prezintă fenomenul dublării clitice, adică o dublă expresie a complementului direct sau indirect printr-un clitic referențial nominal și co-referențial. Forma cauzativă de acuzativ sau dativ este atribuită cliticului de către verb și se acordă la gen și număr cu obiectul direct sau indirect.
| Italiană               | Siciliană                | Română                  |
| ---------------------- | ------------------------ | ----------------------- |
| Ho văzut Giovanni      | U vitti a Giuvanni       | L-am văzut pe Ion       |
| Ho dat a Maria o carte | Ci detti a Maria u libru | I-am dat Mariei o carte |

#### Zona Vorposten
În Basilicata centrală, în zona Lausberg, se întinde o zonă, numită Vorposten, cu vocale echivalente în română, un compromis evident între sistemul „sardinian” din sud și sistemul „romanic comun” din nord. Aceasta este o zonă în care, pe de o parte, vocala tonică latină Ĭ se prăbușește în același rezultat cu Ē și Ĕ, iar pe de-o altă parte există egalizarea lui Ŭ cu Ū și a lui Ŏ cu Ō pentru tonicile velare. Se delimitează astfel un sistem vocal tonic asimetric, un compromis între sistemul vocal evoluat al limbilor romanice occidentale și sistemul arhaic al limbii Sardiniene, care în cadrul limbilor romanice își găsește singurul omolog în sistemul vocalic românesc.